# シン・ボミリ
シン・ボミリ（朝鮮語: 신 보미레、英語: Bo Mi Re Shin、1994年4月6日 - ）は、大韓民国のプロボクサーである。ソウル特別市出身。第2代WBO女子アジア太平洋スーパーフェザー級王者。

## 来歴
2016年3月19日、チョン・ソルギ戦でデビューし判定勝利。
2016年4月23日、チョン・ソルギとダイレクトリマッチも引き分け。
2016年10月9日、タンティップ・チンパリー（タイ）を2回TKOで降す。
2017年1月21日、アケルケ・ナウリズバエワ（カザフスタン）と引き分け。
2017年5月20日、チャン・ジアと対戦し判定勝利。
2017年12月3日、ミラナ・サフローナ（カザフスタン）と対戦し引き分け。
2018年4月29日、ペッチルクソール・ソープライトン（タイ）を4回KOで降す。
2018年5月22日、ドックマイパー・モークルンテープトンブリー（タイ）を判定で降す。
2018年8月15日、水谷智佳を5回TKOで降す。
2019年3月17日、ルピンダー・カウル（インド）とのWIBA世界女子スーパーフェザー級暫定王座決定戦に挑み、3-0の判定を制し初タイトル獲得。
2019年9月7日、ガオ・ジニャン（中国）を3-0の判定で降しWIBA暫定王座初防衛。この王座は返上。
2020年1月19日、スマン・クマリ（インド）を3回TKOで降す。
2020年2月29日、初の海外遠征としてカンボジアにてトラン・トゥイ・リン（ベトナム）と対戦するが、判定で初黒星。
2021年7月3日、キム・ヒョインを2回TKOで降す。
2022年2月19日、チャンドニ・メーラ（インド）とのWBOアジア太平洋スーパーフェザー級王座決定戦に臨み、8回TKOで王座獲得。
2022年5月21日、アメリカ合衆国・テキサス州サンアントニオにてイランダ・パオラ・トーレス（メキシコ）とのWBCインターナショナル女子スーパーフェザー級王座決定戦に臨み、3-0の判定で王座獲得。
2022年9月4日、WBO女子アジア太平洋バンタム級王者の赤林檎を7回TKOで降しWBCインターナショナル女子スーパーフェザー級王座初防衛。
2022年11月26日、Napaporn Ruengsuwanとのノンタイトルを行い3回TKOで勝利。

## 戦績
- プロ：21戦 16勝 9KO 2敗 3分

## 獲得タイトル
- WIBA世界スーパーフェザー級暫定王座
- 第2代WBO女子アジア太平洋スーパーフェザー級王座
- WBCインターナショナル女子スーパーフェザー級王座